# Paleoceanografia
La paleoceanografia és l'estudi de la història dels oceans en el passat geològic amb respecte la circulació, química, biologia, geologia i els patrons de la sedimentació i la productivitat biològica. Els estudis paleoceanogràfics utilitzen models ambientals i diferents dades proxy que permeten estudiar el paper dels processos oceànics en el clima global a través de la reconstrucció del clima del passat a diversos intervals. La recerca paleoceanogràfica està íntimament lligada a la paleoclimatologia.